# 依田孝
依田 孝（よだ たかし、1851年5月11日（嘉永4年4月11日） - 1903年（明治36年）5月29日）は、日本の政治家。

## 略歴

### 出生から民権運動への参加
甲斐国巨摩郡市川大門村（現在の山梨県西八代郡市川三郷町、かつては旧同郡市川大門町）に生まれる。生家の依田家は酒造業を営む家柄。1873年（明治6年）に依田は副区長となる。
明治維新後の山梨県では県令藤村紫朗の主導する殖産興業が実施され、道路開削や官業製糸場の建設など県庁主導による殖産興業政策が実施されていた。一方、明治10年代には全国的な自由民権運動の隆盛と連動して、山梨県においても豪農層や名望家らが中心となり民権運動を展開し、藤村県政への批判が噴出した。
1875年（明治8年）には文人画家の富岡鉄斎が山梨県を訪れ、甲府商家の野口家（十一屋）を拠点に県内の名所・旧跡を訪ねた。鉄斎は帰路に市川大門村で依田孝のもとを訪れている。野口家の当主・野口正忠は甲府横近習町の商家・大木家（おふどう）の当主・大木喬命と交流があり、さらに喬命は依田と交流があり、後に進徳舎をともに設立している。
依田は1877年（明治10年）に開設された山梨県会では区長議員となり、県会副議長も務めている。1877年（明治10年）には県庁広報誌である『甲府日日新聞』に対抗して薬袋義一らと『民間事情』を創刊し、藤村県政批判を展開している。また、同年には明治維新に際して東海道各宿が官軍東征や天皇東幸における人馬継立費用負担の立て替え分支払いを求め、国中三郡との間で訴訟が発生する（東海道宿助郷役金訴訟）。依田は東山梨郡出身の田辺有栄とともに訴訟のため上京しており、東京では田辺をはじめ県内外の民権家とも交遊を深めている。また、1879年（明治12年）には甲府市横近習町に私塾の「進徳社」を開くが、私塾の存在に否定的な藤村は甲府橘町に別の私塾「三同社」を開いて対抗させ、妨害を受けている。
1879年（明治12年）には県内の豪農層を株主に反藤村県政の言論誌として『峡中新報』が創刊され、同誌は山梨県における民権運動の機関誌となる。依田は薬袋らとともに株主総理として運営にも参加し、自信も「国会論」など論説を寄稿し、反藤村県政の批判を展開している。山梨県の民権運動も全国的な国会開設請願運動の影響を受け、1880年（明治13年）には『峡中新報』社主の林誾（はやし ただし）や小田切謙明をはじめとする株主総理らが中心となり国会開設請願が発議され、同年3月には「峡中同進会」が結成された。依田は薬袋、小田切、加賀美平八郎、『峡中新報』主筆の佐野広乃とともに理事委員となり、同年6月5日には田辺とともに上京し、太政官に嘆願書を提出する。

### 依田の転身から晩年
1881年（明治14年）、治外法権により守られていた横浜外国人居留地の外商に対し、日本の生糸売込商が不平等な取引慣行が撤廃されるまで売込を停止する争議を開始した（連合生糸荷預所争議）。山梨県では幕末の横浜開港を契機として、藤村県政の殖産興業政策により製糸業が主要産業となっていたが、争議をはじめた日本の売込商らは売込商組合を通じて全国の生糸商に同調を呼びかけ、山梨県でも若尾逸平をはじめとする生糸商が山梨県生糸商盟約を結び争議に賛同した。
『峡中新報』においてもこの問題が論説のテーマになり、1880年（明治13年）に外国商会からの支援を受けて製糸工場新設を計画していた名取雅樹が厳しく批判され取引から追放されるなど騒動は激化した。依田自身は生糸商ではなかったが争議を支援し、山梨県荷主代表としてに横浜に赴いた。集会では連合生糸荷預所の設置による公正取引や直輸出が決議されるが、取引停止による生糸商らの窮乏や外商が日本政府に圧力をかけ内地生糸家との直接取引を志向すると争議は苦境に陥り、組合商の脱落が相次ぎ、依田は争議が一段落すると帰郷する。
同年10月12日には国会開設の詔が発布され、10年後の国会開設が約束された。これを受け山梨県の民権運動は勅語を受け入れ自重する勢力と、小田切など勅語に対して強硬に反発する勢力に分裂するが、依田は横浜から帰郷すると勅語への同調を示し、同年12月には県会副議長を辞して西八代郡長に転じ藤村県政への協力姿勢を示した。
依田の転身と民権運動からの離脱は県内の民権家に衝撃を与え『峡中新報』などで批判も噴出しているが、依田の転向については横浜争議において日本人が欧米人との圧倒的国力差で屈服させられる実情を目にしたことが契機となり、それまでの民権伸張路線から官民一致による国力増強路線への転換を志向するようになったものと考えられている。その後、県内の民権運動は収束する。
1893年（明治26年）に実施された第1回衆議院議員総選挙では落選している。その後は西八代郡長・南巨摩郡長などを務め、1899年（明治32年）に辞職する。